# Табата, Родриго
Родри́го Барбо́за Таба́та более известный как Родриго Табата (19 ноября 1980, Арасатуба) — катарский атакующий полузащитник бразило-японского происхождения. Выступает за «Эр-Райян» из Катара. Ранее успел поиграть за «Гояс», «Сантос» (оба — Бразилия), «Газиантепспор», «Бешикташ» (оба — Турция), «Аль-Садд» (Катар), а также за другие бразильские футбольные клубы.

## Биография
Родриго Табата родился 19 ноября 1980 года. Свою карьеру начал в 1996 году в молодёжном клубе «Паулиста». В 1999 году дебютировал в основном составе команды. С 2000 по 2004 год сменил несколько команд, сыграв за этот период незначительное количество матчей.
В 2004 году перешёл в «Гояс». По окончании 2006 года подписал контракт с «Сантосом». На этом закончился бразильский этап его карьеры.
В 2008 году Табата отправился за границу в «Газиантепспор», где провёл хороший сезон, что дало ему возможность перейти в более сильную команду. Ей стал другой представитель турецкого футбола — «Бешикташ». Сумма трансфера составила 8 миллионов евро.
Летом 2010 года Табата отправился в полугодичную аренду в катарский «Эр-Райян». Летом 2011 стал полноценным игроком этой команды. За этот период Родриго Табата забил 20 мячей в 29 матчах.

## Достижения[4]

### Командные
- Обладатель молодёжного кубка Сан-Паулу: 1999 (до 20 лет)
- Чемпион штата Сан-Паулу: 2006, 2007
- Обладатель Кубка эмира Катара: 2011, 2013
- Обладатель Кубка Наследного принца Катара: 2012
- Обладатель Кубка шейха Яссима: 2012, 2013

### Личные
- Игрок года чемпионата Катара: 2012[5]